# Château du Pin (Champtocé-sur-Loire)
Le château du Pin est un château situé à Champtocé-sur-Loire, en France.

## Localisation
Le château est situé dans le département français de Maine-et-Loire, sur la commune de Champtocé-sur-Loire.

## Description

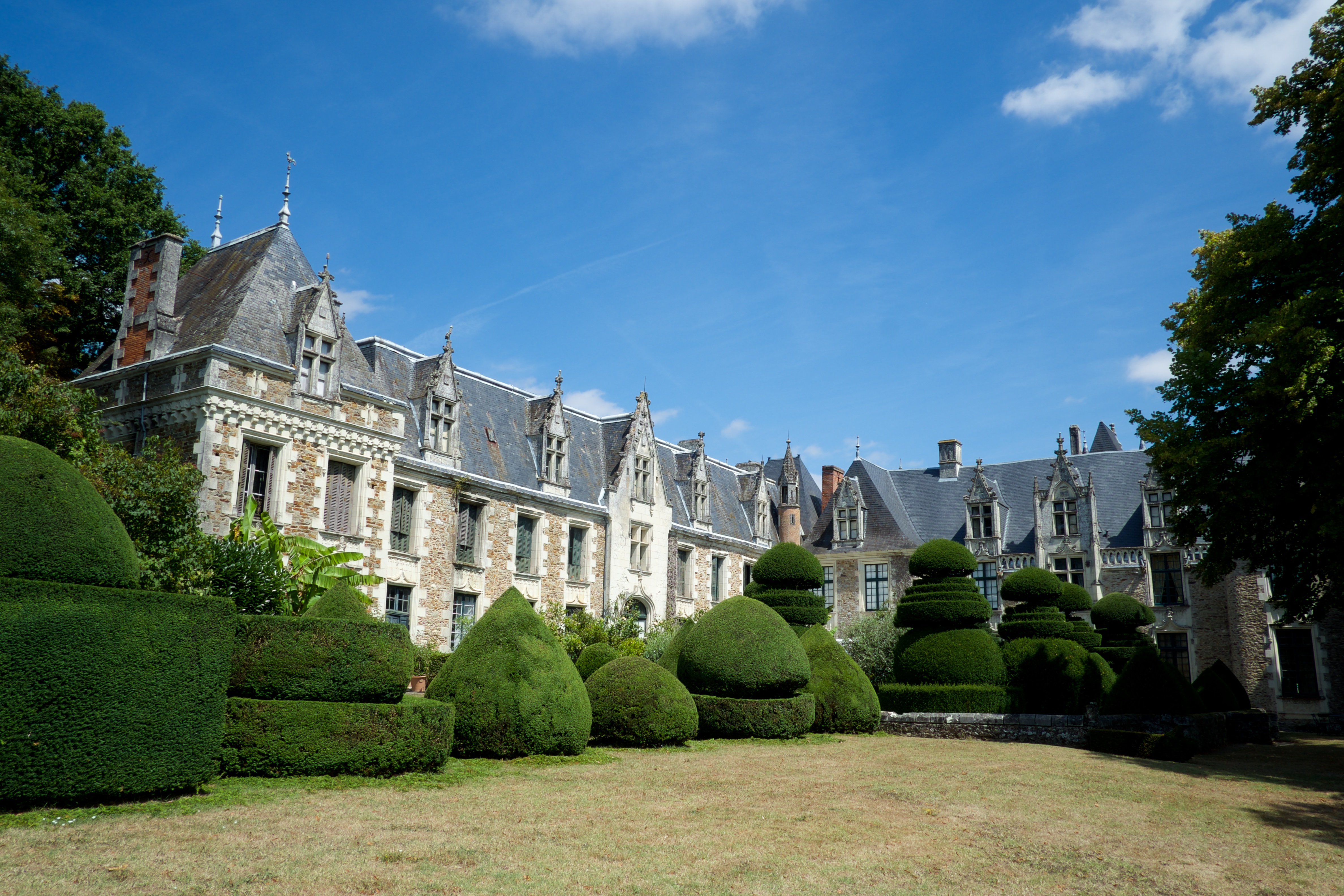
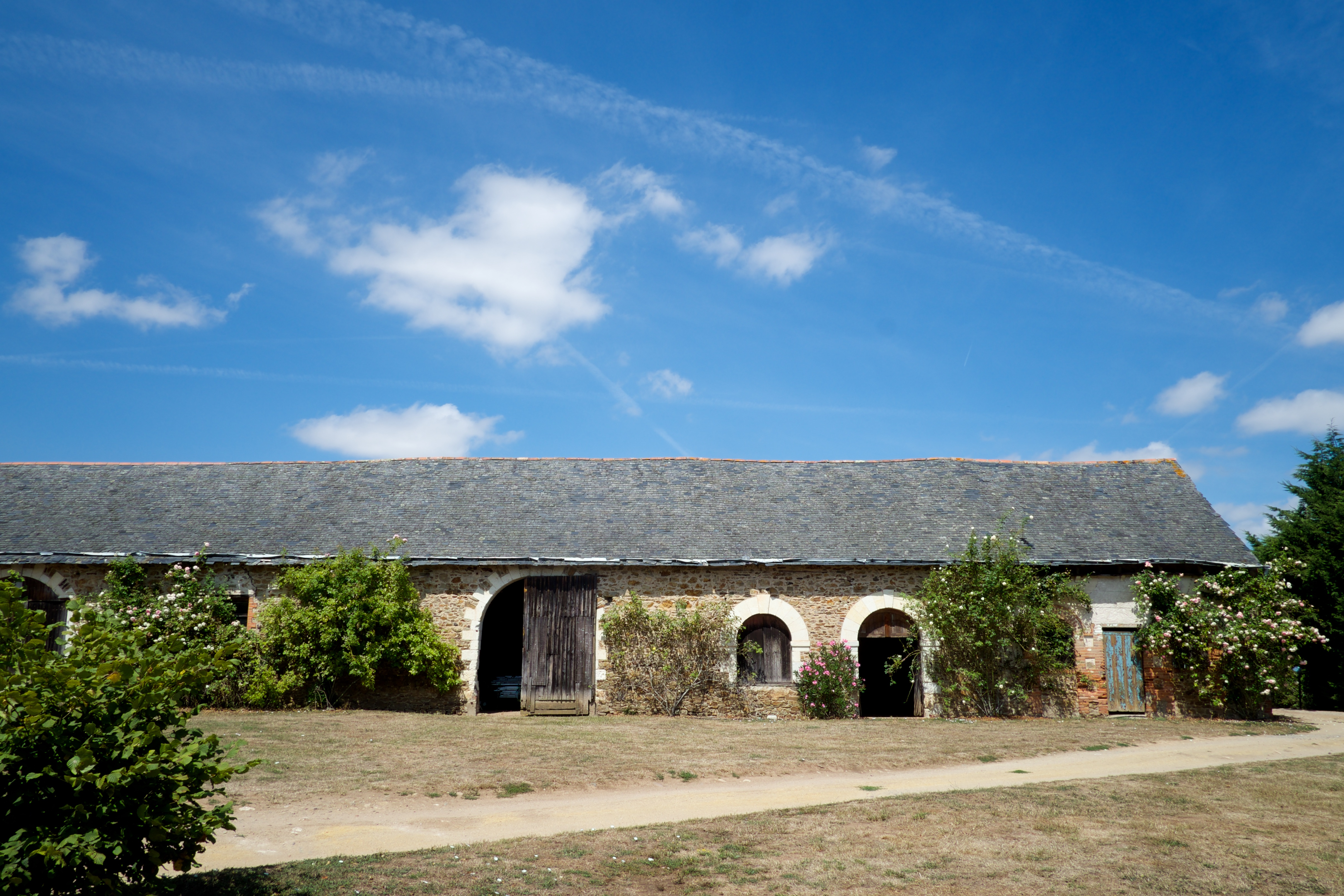

## Historique
L'édifice est inscrit au titre des monuments historiques en 2011.